# Șantaj (film din 1981)
Șantaj este un film românesc din 1981, regizat de Geo Saizescu, care ecranizează romanul Omul de la capătul firului de Rodica Ojog-Brașoveanu. Rolurile principale sunt interpretate de actorii Ileana Stana Ionescu, Sebastian Papaiani și Silviu Stănculescu.

## Rezumat
O bandă de falsificatori de diplome universitare își selecționează clienții din rândul tinerilor cu talent, pe care-i ajută să se distingă pentru ca, ulterior, prin șantaj, să le smulgă secretele de producție. O profesoară de matematică le vine, însă, de hac.

## Distribuție
- Ileana Stana Ionescu — maiorul Minerva Tutovan, fostă profesoară de matematică
- Sebastian Papaiani — lt. Vasile („Basil”) Dobrescu, fost elev al Minervei
- Silviu Stănculescu — medicul legist Vlase
- Ioana Bulcă — ing. Maria Dumitrescu
- Enikõ Szilágyi — manechinul Dora Ioachim
- Ion Besoiu — Grigore Dincă, confecționer de bibelouri
- Octavian Cotescu — actorul Dumitru Necula, figurant la Teatrul Liric
- Mircea Șeptilici — Dem Luca, traducător
- Amza Pellea — colonelul de miliție
- Cristian Ștefănescu — milițianul sub acoperire Cristian
- Sorin Ștefănescu-Medeleni — milițianul sub acoperire Toacșe
- Tănase Cazimir — profesorul de matematică O. Ganea
- Costel Constantin — ing. Mihai Pascu
- Cornel Gîrbea — criminalul recidivist Anton
- Valentin Plătăreanu — ing. Mircea Mihăilă
- Vladimir Găitan — procurorul
- Liana Ceterchi — iubita lui Dobrescu
- Traian Dănceanu — generalul de miliție
- Geo Saizescu — Simeon Cătănoiu, martor al primei crime
- Tamara Buciuceanu-Botez — doamna Cătănoiu, soția lui Simeon
- Dem Rădulescu — milițianul din parc
- Vali Voiculescu-Pepino
- Mitzura Arghezi
- Adriana Șchiopu — fata profesorului
- Marius Pepino
- Stelian Preda
- Valentin Teodosiu — ing. Pricop
- Ovidiu Georgescu
- Nae Lăzărescu
- Mihai Perșa — amatorul de dans de la restaurant
- Alexandru Lazăr
- Mircea Mușatescu
- Vasile Popa — milițian sub acoperire
- Dan Ivănescu
- Ion Enache